# Philippe-Ernest de Lippe-Alverdissen
Philippe-Ernest de Schaumbourg-Lippe-Alverdissen (Bückeburg, 20 décembre 1659 – Alverdissen, 27 novembre 1723) est comte de Lippe-Alverdissen.

## Biographie
Né à Buckeburg, il est le fils du comte Philippe Ier de Schaumbourg-Lippe (1601-1681) et de son épouse, Sophie de Hesse-Cassel (1615-1670).
En 1640 , son père obtient la Principauté de Schaumbourg-Lippe, et l'a réunie au comté de Lippe-Alverdissen. À sa mort, ses biens sont de nouveau divisés, et Philippe-Ernest devient comte de Lippe-Alverdissen en 1681 et gouverne le comté jusqu'à sa mort, en 1723, où il est remplacé par son fils unique, Frédéric-Ernest.

## Mariage et les enfants
Philippe-Ernest épouse, le 31 décembre 1680, la duchesse Dorothée-Amélie de Schleswig-Holstein-Sonderbourg-Beck, avec qui il a un fils :
- Frédéric-Ernest de Lippe-Alverdissen (1694-1777), comte de Lippe-Alverdissen